# 28321 Arnabdey
28321 Arnabdey è un asteroide della fascia principale. Scoperto nel 1999, presenta un'orbita caratterizzata da un semiasse maggiore pari a 2,3096075 UA e da un'eccentricità di 0,1904059, inclinata di 5,00133° rispetto all'eclittica.